# Union internationale de biochimie et de biologie moléculaire
L'Union internationale de biochimie et de biologie moléculaire (en anglais, International union for biochemistry and molecular biology ou IUBMB) est une Organisation non gouvernementale internationale qui fédère les sociétés savantes nationales dans le domaine de la biochimie et de la biologie moléculaire. Elle a été créée en 1955 sous le nom d'Union internationale de biochimie. Ses missions sont en particulier de promouvoir l'enseignement de la biochimie et de la biologie moléculaire. Elle organise aussi un congrès international de manière triennale. En 2008, l'IUBMB regroupait 77 pays membres, elle fait partie du Conseil international pour la science (ICSU).
l'IUBMB a une activité importante en matière de définition de standards et de nomenclatures, parfois en collaboration avec l'IUPAC. C'est elle en particulier qui établit la nomenclature des enzymes.
Parmi les sociétés savantes membres de l'IUBMB on a :
- en Belgique, la Société belge de biochimie et de biologie moléculaire ;
- au Canada, la Canadian Society of Biochemistry, Molecular & Cellular Biology ;
- en France, la Société française de biochimie et de biologie moléculaire.